# Légion italique
Pour les articles homonymes, voir Italique.
La légion italique est une unité historique de l'armée française constituée de volontaires italiens au service de la France, active pendant les guerres de la Révolution et de l'Empire, créée par la loi du 22 fructidor an VII (8 septembre 1799).

## Historique
La légion italique est composée de quatre bataillons d'infanterie, de quatre escadrons de chasseurs à cheval et d'une compagnie d'artillerie légère ; chaque bataillon d'infanterie, de huit compagnies de 123 hommes : une de grenadiers, une de chasseurs, et huit de fusiliers, débuta à Nice, et se poursuivit à Lyon, sous les ordres du général Giuseppe Lechi, commandant supérieur aux ordres du général Pietro Teulié et Jean Henri Dombrowski. 
Le 31 janvier 1800 (11 pluviôse an VIII), le premier consul réduisit le nombre des escadrons à deux, et augmenta de deux le nombre des bataillons. Le 20 juin, soit deux jours après la bataille de Marengo, qui inspira l'opéra de Puccini, Tosca, la légion italique passa au service de la république cisalpine reconstituée. 

## Uniforme

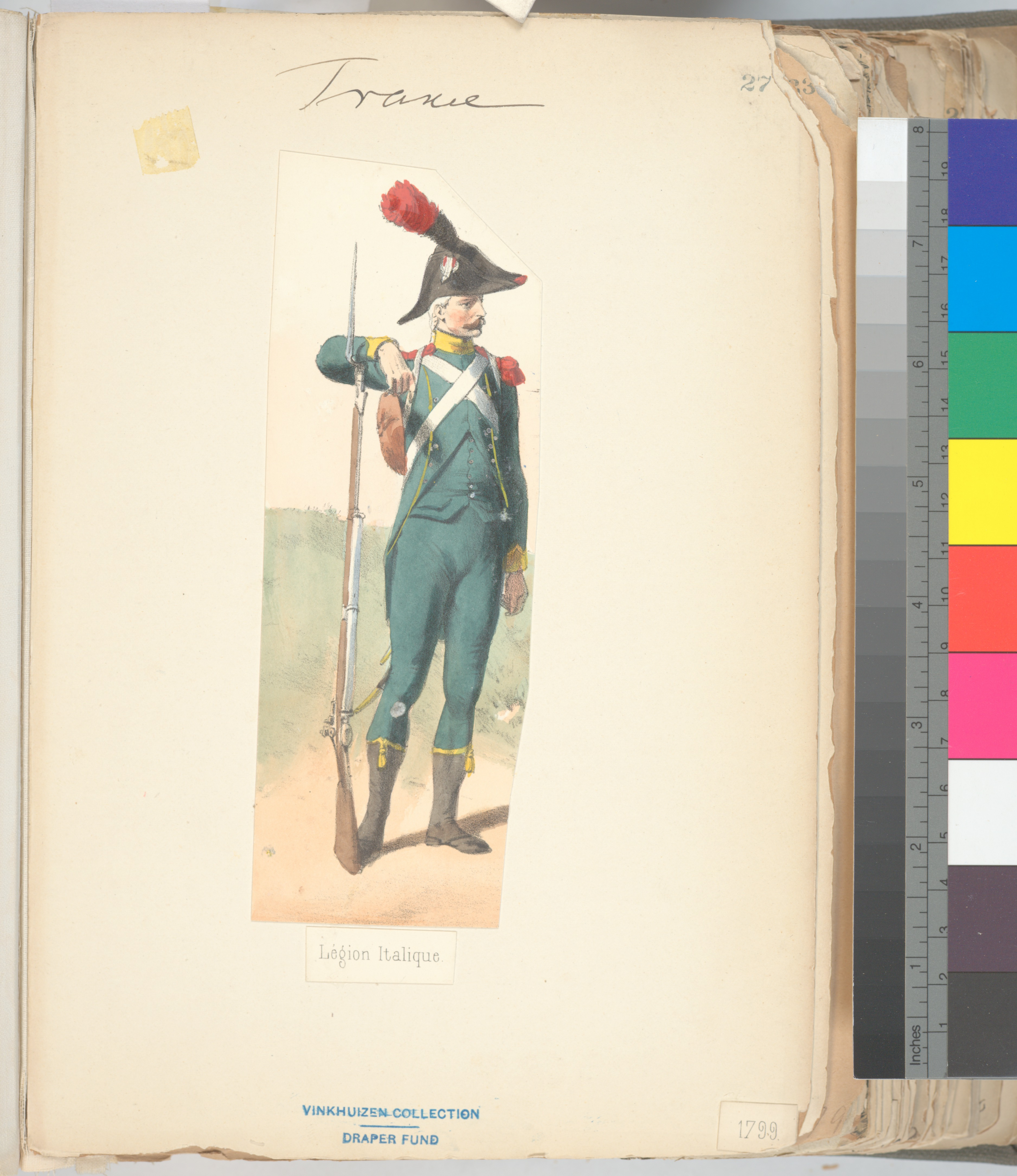
Uniforme de la légion.

L'uniforme de la légion italique : habit court, vert, collet, parements et liserés jaunes, boutons blancs et ronds, pantalon et gilet verts, demi-guêtres et la coiffure : le chapeau surmonté d'un plumet pour les grenadiers et fusiliers, et un feutre (shako) pour les chasseurs. 